# Alaska-Airlines-Flug 261
Alaska-Airlines-Flug 261 war ein Flug mit einer McDonnell Douglas MD-83 von Puerto Vallarta mit Zwischenstopp in San Francisco nach Seattle am 31. Januar 2000. Das Flugzeug stürzte vor Los Angeles ins Meer, wobei alle 88 Personen an Bord getötet wurden.

## Das Flugzeug
Das Flugzeug war eine im Jahre 1992 gebaute MD-83, die bis zum Absturz mehr als 26.200 Flugstunden hinter sich hatte.

## Flugablauf

Flugroute mit den Ereignissen des Fluges 261

### Start und erste Probleme
Nach dem Start in Puerto Vallarta um 13:37 Uhr PST stieg das Flugzeug auf seine Reiseflughöhe und nahm Kurs Richtung San Francisco. Kurz darauf traten jedoch Probleme auf: Das Höhenleitwerk war unbeweglich, so dass das automatische Trimmsystem, welches das Höhenleitwerk leicht nach oben oder unten bewegt und das Flugzeug im Reiseflug stabil hält, nicht funktionierte. Aus diesem Grund mussten die Piloten stark am Steuerknüppel ziehen, um ihre Flughöhe zu halten. Zwei Stunden nach dem Start kontaktierten Kapitän Ted Thompson und sein Copilot William „Bill“ Tansky das Wartungscenter der Airline in Seattle und dachten über eine Landung in Los Angeles nach. Weder die Piloten noch das Wartungscenter konnten die genaue Ursache des Problems finden. Da die Piloten dachten, dass die Module, die das Höhenleitwerk bewegen, nicht funktionierten, versuchten sie, das verklemmte Höhenleitwerk nacheinander mit beiden – dem Haupt- und dem alternativen – Trimmsystemen zu befreien. Es funktionierte jedoch nicht.
Währenddessen diskutierten die Piloten mit einem Flugdienstberater, ob das Flugzeug in San Francisco oder in Los Angeles landen sollte.
Die Piloten entschlossen sich schließlich zu letzterem. Später sagte das NTSB, die Entscheidung der Piloten sei umsichtig und klug gewesen; dennoch versuchten die Flugdienstberater der Alaska Airlines, die Piloten dazu zu bewegen, nach San Francisco weiterzufliegen. Der Stimmenrekorder nahm auf, dass jene Flugdienstberater über den Zeitplan besorgt waren, falls der Flug nach L.A. fliegen sollte.

### Erster Sturzflug und Abfangen
Als die Piloten um 16:09 Uhr PST das Höhenleitwerk mit beiden Trimmsystemen zusammen manuell befreiten, bewegte sich das Höhenleitwerk extrem stark nach unten und zwang die Maschine in einen steilen Sturzflug. Das Flugzeug verlor in 80 Sekunden 2300 m an Höhe. Beide Piloten mussten zusammen mit etwa 63 kg am Steuerknüppel ziehen, um das Flugzeug aus seinem Sturzflug abzufangen und auf etwa 7500 m Höhe zu bleiben.
Alaska Airlines Flug 261 erklärte der Flugsicherung in Los Angeles, dass sie Probleme mit der Steuerung hätten und auf dem Los Angeles International Airport landen wollten. Darauf fragte die Anflugkontrolle, ob die Piloten auf eine niedrigere Flughöhe wollten, worauf Kapitän Tompson antwortete, dass er auf etwa 3000 m sinken und sich sicher sein wolle, dass er die Maschine steuern könne; den Sinkflug wolle er über der Bucht durchführen. Die Piloten wollten keine bewohnten Gebiete überfliegen, was das NTSB später als sehr klug kommentierte, und begannen mit dem Sinkflug.

### Zweiter Sturzflug und Absturz
Um 16:19 Uhr registrierte der Stimmenrekorder vier deutlich hörbare Schläge, gefolgt von einem extrem lauten Geräusch. Das Flugzeug ging wieder in einen Sturzflug über. Einige Flugzeuge in der Nähe, die Alaska Airlines Flug 261 sahen, informierten sofort die Anflugkontrolle.
Daraufhin versuchte die Anflugkontrolle Los Angeles, mit den Piloten Kontakt aufzunehmen. Obwohl man den Copiloten auf dem Stimmenrekorder „Mayday!“ rufen hört, wurde kein Funkkontakt mehr aufgenommen.
Auf dem Stimmenrekorder ist zu hören, dass die Piloten während der ganzen Zeit versuchten, das Flugzeug wieder abzufangen. Dazu versuchten sie, dem steten Abwärtsnicken des Flugzeugs durch einen Rückenflug entgegenzuwirken. Die MD-83 war jedoch nicht mehr zu retten und stürzte nach 81 Sekunden im Rückenflug ins Meer (4,3 km nördlich Anacapa Island). Während dieser Zeit war die Maschine 5400 m gesunken, eine Sinkrate von 67 m/s war überschritten worden. Das Flugzeug wurde beim Aufschlag auf die Meeresoberfläche völlig zerstört, alle Menschen an Bord waren sofort tot.

## Untersuchung

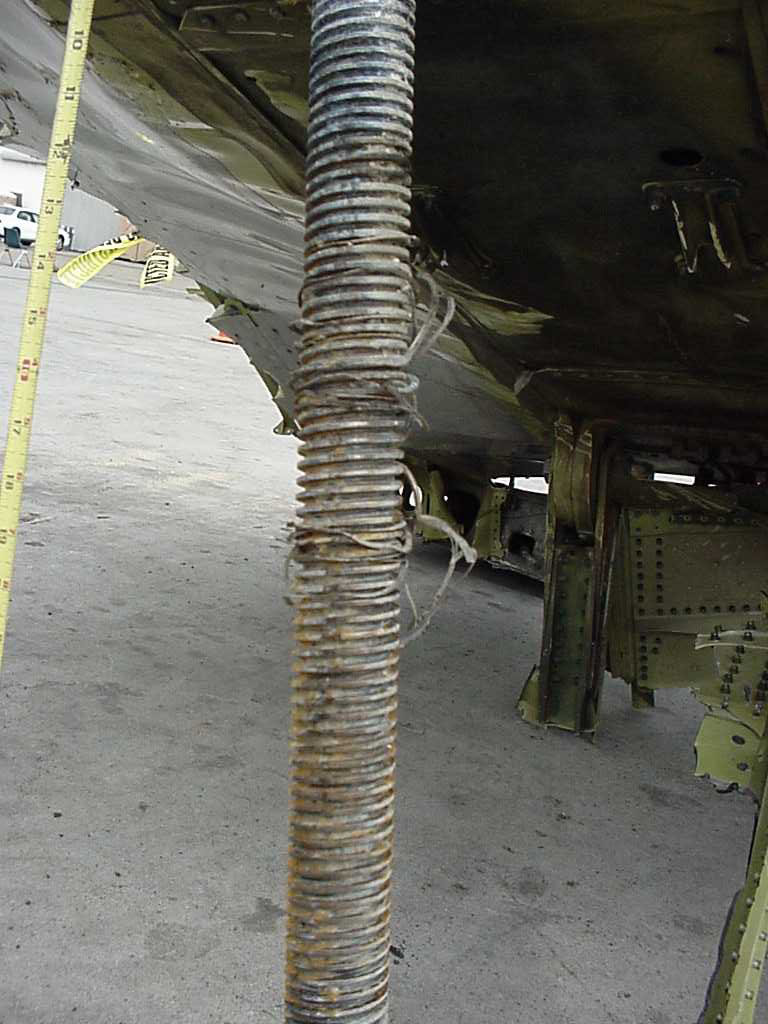
Die geborgene Gewindestange

### Bergung des Wracks und Analyse
Mit einem Sonar fanden die Ermittler 85 Prozent aller Teile, auch das Heck und die Flugdatenschreiber. Sowohl die Metallstange mit Gewinde für das Trimmsystem als auch die Mutter, durch welche sich das Gewinde bewegt, wurden gefunden. Die Gewindestange wird von einem Motor gedreht. Wenn sich die Gewindestange dreht, bewegt sie sich durch die befestigte Mutter je nach Drehrichtung nach oben oder unten. Das wiederum bewegt das Höhenleitwerk.
Die Gewindestange wurde mit Metallfäden umwickelt gefunden, die als Reste des Gewindes der befestigten Mutter identifiziert wurden.
Spätere Analysen ergaben, dass schon vor dem Flug 90 Prozent des Gewindes der Mutter durch die häufige Benutzung abgetragen worden und das Gewinde während des Unfallfluges stellenweise komplett abgeschert worden war. Nachdem das Gewinde versagt hatte, war das Höhenleitwerk lose und wurde durch die aerodynamischen Kräfte ruckartig nach oben bewegt, was den ersten Sturzflug auslöste. Die am Höhenleitwerk befestigte Gewindestange wurde noch von einer kleineren Mutter gehalten, die zur Begrenzung der Trimmung benutzt wird. Diese war der nunmehr auftretenden Belastung jedoch nicht gewachsen, so dass sie nach einiger Zeit ebenfalls nachgab. Damit war die komplette Höhenkontrolle verloren, was den finalen Sturzflug verursachte.
Basierend auf der Zeit der letzten Inspektion des Flugzeugs stellte das NTSB fest, dass die Gewinde der Höhenleitwerksverstellung stärker als normal verschlissen waren. Die festgestellte Abnutzung betrug 300 Mikrometer pro 10.000 Flugstunden, üblich wären aber um 25 Mikrometer gewesen.
Das NTSB suchte nach potentiellen möglichen Ursachen für diese starke Abnutzung.
So wurde ein Wechsel des Schmierfettes der Gewindestange von Schmierfett Typ 28 zu Typ 33 entsprechend der Erlaubnis von Boeing in Erwägung gezogen. Allerdings stellte das NTSB fest, dass dies nicht die Ursache sein konnte.
Ein weiterer in Erwägung gezogener Grund war eine unzureichende Schmierung dieser Baugruppe. Nach genauer Untersuchung der Gewindestange und der Mutter stellte sich heraus, dass überhaupt keine wirksame Schmierung mehr vorhanden war. Daher wurde das komplette Fehlen der Schmierung und die daraus resultierende starke Abnutzung dieser Baugruppe zur Ursache des Unfalls erklärt.

### Fehlen der Schmierung und Axialspielprüfung
Die Untersuchung wurde fortgesetzt, um den Grund des Fehlens der Schmierung zu finden. In einem Interview mit dem Wartungsmechaniker, der die Maschine des Fluges 261 zuletzt gewartet hatte, sagte dieser, die Wartung dauerte eine Stunde, während McDonnell Douglas die dafür benötigte Zeit mit vier Stunden angab. Das NTSB schloss daraus, dass der Mechaniker die Teile nur unzureichend geschmiert habe. Labortests ergaben jedoch, dass die Abnutzung in den vier Monaten zwischen Schmierung und Absturz des Flugzeuges unmöglich so stark sein konnte. Daher musste es noch andere Ursachen gegeben haben.
Um den Verschleiß der Gewinde (hauptsächlich in der Mutter) zu überwachen, wurde regelmäßig eine Axialspielprüfung (end play check) durchgeführt. So suchte das NTSB nach dem Grund, warum der Verschleiß beim letzten end play check nicht bemerkt worden war. Bei der Untersuchung fand man heraus, dass Alaska Airlines im end play check selbst hergestellte Werkzeuge benutzte, die nicht den Anforderungen des Herstellers entsprachen. Tests offenbarten, dass diese Werkzeuge zu ungenauen Messungen führen konnten. Wenn bei der letzten Inspektion genaue Messungen vorgelegen hätten, so wäre es möglich gewesen, dass diese Messungen die extreme Abnutzung gezeigt hätten und die betroffenen Teile ausgetauscht worden wären. Am 27. September 1997 hatte während der letzten planmäßigen Kontrolle, bei welcher eine Axialspielprüfung durchgeführt wurde, die Messung eine Abnutzung am Limit der Toleranz ergeben, worauf ein Arbeitsauftrag für den Ersatz der Mutter erstellt wurde. Drei Tage später war die Arbeit noch nicht ausgeführt und eine Nachmessung ergab nun Werte innerhalb der Toleranzgrenzwerte. Der Ersatz wurde nicht ausgeführt.

### Verlängerung der Wartungsintervalle
Zwischen 1985 und 1996 erhöhte Alaska Airlines mit der Erlaubnis der FAA den Zeitraum zwischen den Schmierungen der Gewindestange sowie jenen zwischen den end play checks. Da von diesem Zeitpunkt an jede Schmierung oder jeder end play check, der nunmehr nicht durchgeführt wurde, auch eine Möglichkeit gewesen wäre, eine ausreichende Schmierung aufzutragen oder die extreme Abnutzung zu erkennen, untersuchte das NTSB die Rechtfertigung für diese Ausdehnung. Alaska Airlines hatte in dieser Zeit wenig Geld und versuchte, durch weniger Wartung Kosten zu sparen. Das NTSB war der Meinung, dass Alaska Airlines hätte überprüfen sollen, ob die Erhöhung der Zeiten zwischen den Wartungszeiten keine Gefahr darstelle. Etwas Derartiges wurde jedoch nie durchgeführt. Außerdem sagte das NTSB, die Wartung und Ausbildung des Wartungspersonals bei Alaska Airlines sei seit mehreren Jahren mangelhaft gewesen.

## Schlussfolgerungen

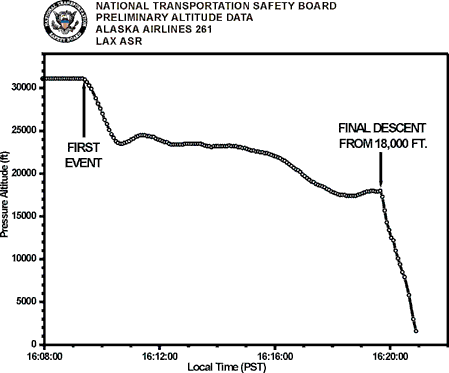
Die Flughöhe von Alaska 261 während des letzten Fluges. Die beiden Sturzflüge sind deutlich zu sehen.

Ergänzend zur wahrscheinlichen Ursache ermittelte das NTSB folgende mitwirkenden Kausalfaktoren:
- Die von Alaska Airlines veranlasste Intervallverlängerung zwischen den Schmierungen – einschließlich der Erlaubnis der FAA dazu – wodurch sich die Wahrscheinlichkeit eines extremen Verschleißes erhöhte
- Die von Alaska Airlines veranlasste Intervallverlängerung zwischen den end play checks  – einschließlich der Erlaubnis der FAA dazu – wodurch es zu einer extremen Abnutzung der Mutter kommen konnte, bis hin zum Totalversagen des Höhenruders, ohne die Möglichkeit, dies zu erkennen
- Das Fehlen eines versagenssicheren Mechanismus am Höhenleitwerk der MD-80 (die MD-83 ist eine von etlichen Versionen dieses Flugzeugtyps), der die potentiell katastrophalen Folgen eines Totalversagens der Mutter hätte verhindern können.

## Nachwirkungen

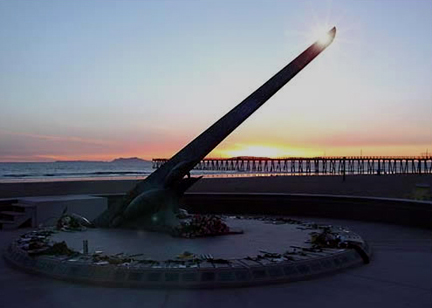
Das Denkmal in Form einer Sonnenuhr in Port Hueneme

Nach dem Absturz des Fluges 261 ließ Alaska Airlines in Port Hueneme ein Denkmal nahe der Absturzstelle errichten, ähnlich wie es die Swissair nach dem Absturz des Swissair-Fluges 111 und die Trans World Airlines nach der Explosion des Flugzeugs auf dem TWA-Flug 800 getan hatten. Diese Sonnenuhr, die von Bud Bottoms entworfen wurde, wirft jedes Jahr am 31. Januar um 16:22 Uhr Ortszeit einen Schatten auf die Gedenktafel der Opfer.
Für ihre Taten während des Fluges wurden Ted Thompson und Bill Tansky von der International Air Line Pilots Association posthum mit einer goldenen Medaille ausgezeichnet. Bis heute ist dies der einzige Fall, dass Piloten diese Medaille nach ihrem Tod erhalten haben.
Der Flugunfall auf dem Alaska-Airlines Flug 261 wurde in zwei Episoden von Mayday – Alarm im Cockpit unter den Episodennamen „Cutting Corners“ und „Pacific Plunge“ behandelt und ausgestrahlt. Erstere diente auch als Inspiration für den Film Flight.

## Ähnliche Unfälle
- Aeroflot-Flug 8641
- Air-Moorea-Flug 1121